# Ilha Amélia

A Ilha Amélia (em inglês:  Amelia Island) é a mais meridional de uma cadeia de ilhas de barreira que se estende ao longo da costa leste dos Estados Unidos da Carolina do Sul, Geórgia e extremo-nordeste da Flórida, sendo a única ilha desta cadeia que se situa no litoral da Flórida.
Tem cerca de 20 km de comprimento e 3 km de largura em seu ponto mais largo.
Está localizada ao norte de Jacksonville e sul da Ilha Cumberland (Cumberland Island - Geórgia), no Condado de Nassau.